# Réserve biologique dirigée du Haut-Chéran
Ne doit pas être confondu avec Réserve biologique intégrale du Haut-Chéran.
La réserve biologique dirigée du Haut-Chéran est une aire protégée de France ayant le statut de réserve biologique dirigée. Elle se trouve dans la partie orientale du massif des Bauges, couvrant les flancs orientaux de la pointe d'Arcalod et du mont de la Coche, du col d'Orgeval aux berges du Chéran dans le vallon du nant d'Orgeval. Elle mesure 373,16 hectares de superficie sur la commune de Jarsy en Savoie.